# Vernand-Dessous
Ne doit pas être confondu avec Vernand-Dessus.
Vernand-Dessous est une localité suisse rattachée à la commune de Lausanne. Elle fait partie, avec Vernand-Dessus, de la zone foraine de Vernand.